# Hipótesis del mundo justo
La hipótesis del mundo justo o la falacia del mundo justo fue desarrollada por Lerner (1965), y plantea que «los individuos necesitan creer que el mundo es un lugar justo para enfrentar su ambiente físico y social como algo ordenado y controlado». Supone que "las personas obtienen lo que se merecen", es decir, las acciones tendrán consecuencias moralmente justas y apropiadas para el individuo que las realiza. Por ejemplo, las suposiciones que las acciones nobles finalmente serán premiadas y que las acciones de mal finalmente serán castigadas hacen parte de esta hipótesis.
La falacia del mundo justo puede considerarse como sesgo cognitivo; es la tendencia a atribuir  consecuencias a (o esperar consecuencias como el resultado de) cualquier una fuerza universal que restaura equilibrio moral o a una conexión universal entre la naturaleza de las acciones y sus resultados. Esta creencia generalmente implica la existencia de justicia cósmica, destino, providencia divina, desierto, estabilidad, y/u orden. Es a menudo asociado con una variedad de falacias fundamentales, especialmente con relación al racionamiento del sufrimiento bajo la suposición de que "aquellos que sufren se lo merecen".
La creencia en un mundo justo (CMJ) tiende a culpabilizar a las víctimas de injusticias, haciéndolas responsables de sus padecimientos.
Este sesgo nos lleva a atribuir causalidades. Dichas atribuciones, más que perseguir exactitudes, nos satisfacen sobre todo necesidades adaptativas, de previsibilidad y control; así, nos protegen de la injusticia, nos dan estabilidad, seguridad y motivación. 
Para estudiar y medir la disposición individual de las personas a creer en la hipótesis del mundo justo, creer que el mundo es un lugar donde la gente obtiene lo que merece, es decir, que la gente buena es recompensada y la gente mala es castigada; se ha aplicado la «escala de creencia general en un mundo justo» (General Belief in a Just World o General BJW, por sus siglas en inglés). Esta escala se ha utilizado en Chile (Foco Ciudadano 2016),[cita requerida] en Estados Unidos (Appelbaum et al., 2003, 2006)[cita requerida] y Suiza (Bollman et al., 2015), entre otros.[cita requerida]